# Mike Hanke
Mike Hanke (født 5. november 1983 i Hamm, Vesttyskland) er en tysk tidligere fodboldspiller, der spillede som angriber. Han spillede blandt andet for Schalke 04, VfL Wolfsburg og Hannover 96. Med Schalke 04 vandt han i 2002 den tyske pokalturnering DFB-Pokal, og i både 2003 og 2004 den europæiske UEFA Intertoto Cup.

## Landshold
Hanke nåede at spille 12 kampe for Tysklands landshold, som han debuterede for 8. juni 2005 i en kamp mod Rusland. Han blev efterfølgende udtaget til den tyske trup til både Confederations Cup i 2005 samt VM i 2006, turneringer der begge blev afholdet i Tyskland.

## Titler
DFB-Pokal
- 2002 med Schalke 04

UEFA Intertoto Cup
- 2003 og 2004 med Schalke 04